# Грин-Маунтин
Грин-Маунтин — гора, самая высокая точка на острове Вознесения; приобрела известность благодаря тому, что это один из немногих крупных искусственных лесов.

## История и экосистема острова
Во многих трудах начала XIX века, в том числе в книге Чарльза Дарвина (июль 1836 г.), описывался вулканический остров Вознесения как бесплодный, с очень небольшим количеством растений, некоторые из которых являются эндемичными для острова. Учёные считают, что насчитывается от 25 до 30 видов местных сосудистых растений, 10 из которых являются эндемичными для острова Вознесения. Эта бедная флора является следствием возраста острова (всего 1 миллион лет) и изоляции (более 1500 километров) от любого крупного участка суши. Позже, в 1843 году, британский коллекционер растений Джозеф Далтон Гукер посетил остров с антарктической экспедицией сэра Джеймса Кларка Росса. Гукер предложил засадить остров растительностью, чтобы увеличить количество осадков и сделать жизнь более сносной для гарнизона, который был размещён там. По его мнению, ключом к успеху была личность того, кого назначат управлять данным процессом.
С тех пор на остров было завезено много растений и в данном пункте план Гукера был успешным. В отчёте Адмиралтейства от 1865 года говорится в разделе «Грин-Маунтин»: «(на острове) в настоящее время произрастают 40 видов деревьев, помимо многочисленных кустарников; благодаря распространению растительности водоснабжение теперь превосходное». К началу 1900-х годов многие культуры, такие как бананы и гуава, произрастали естественным путём. Однако маловероятно, что это привело к увеличению количества осадков, но, вероятно, это привело к увеличению захвата оккультных отложений (тумана) большим количеством растительности.
В результате туманные леса острова представляют собой мозаику растений различного происхождения, включая лесные массивы, луга и кустарники. Появившаяся экосистема интересна своей почти полностью искусственной природой в результате взаимодействия между интродуцированными видами, завезёнными из регионов разнородных по климату. В результате экосистема, созданная британскими учёными, угрожает нескольким из немногих эндемичных видов островов Вознесения. Из-за этого Грин-Маунтин в настоящее время является национальным парком, где активно сохраняются эндемичные виды.
Минерал далит был впервые найден на пике Грин.

## География и доступность
К горе, расположенной в пределах зоны национального парка, можно добраться по главной дороге из Джорджтауна. Однако доступ транспортных средств не распространяется на вершину горы. До старых казарм и заброшенного водосборного бассейна ведет пешеходная дорожка. Далее она продолжается до наблюдательной станции, где есть также пруд Росы (Dew Pond), образовавшийся из-за накопления воды на вершине горы. Территория доступна для посетителей и создан проход через густую растительность. Самая высокая точка горы отмечена якорной цепью, которая находится прямо над прудом Росы.

## Галерея

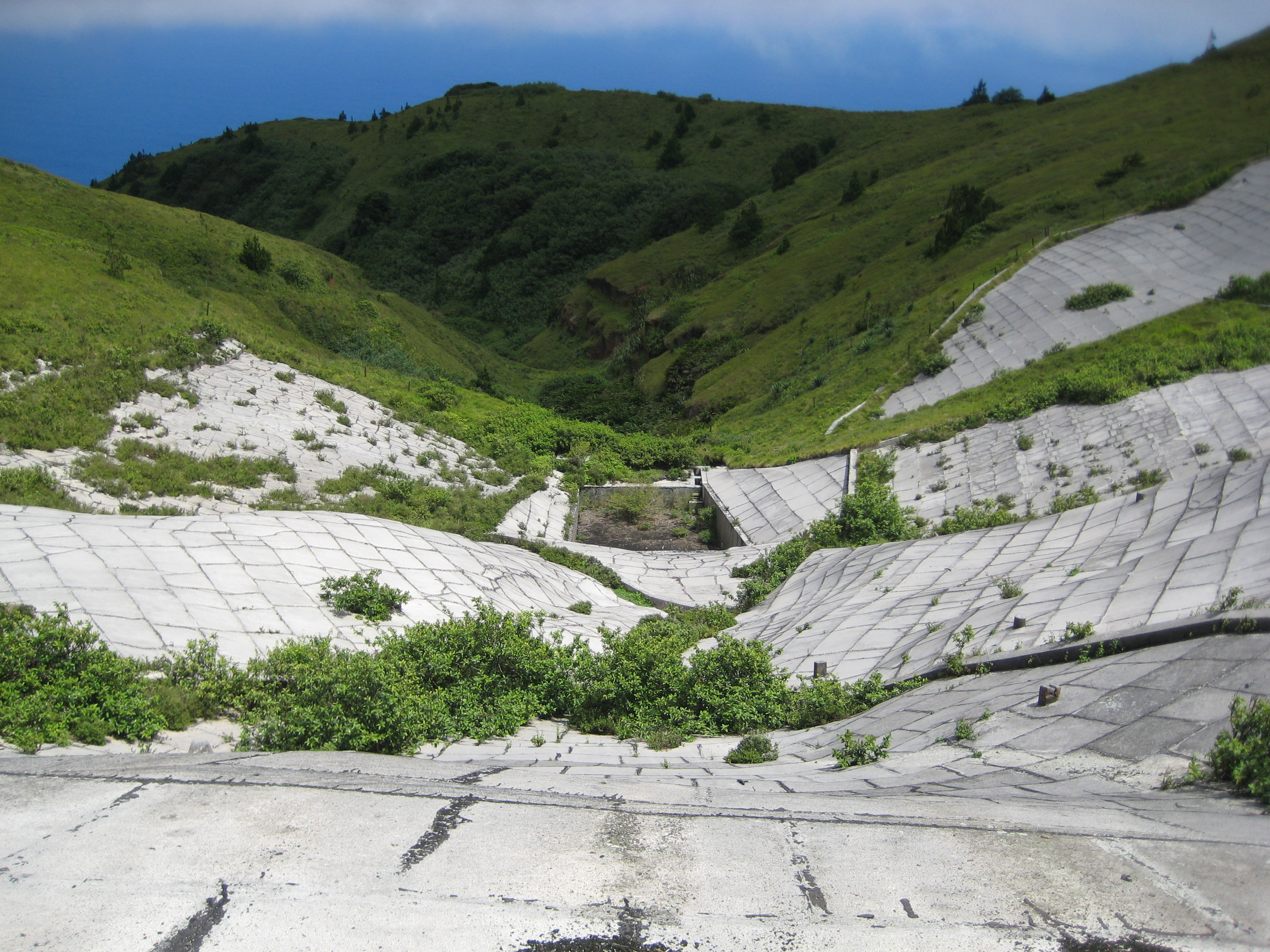
Старый водосбор, который когда-то был основным источником воды для острова.
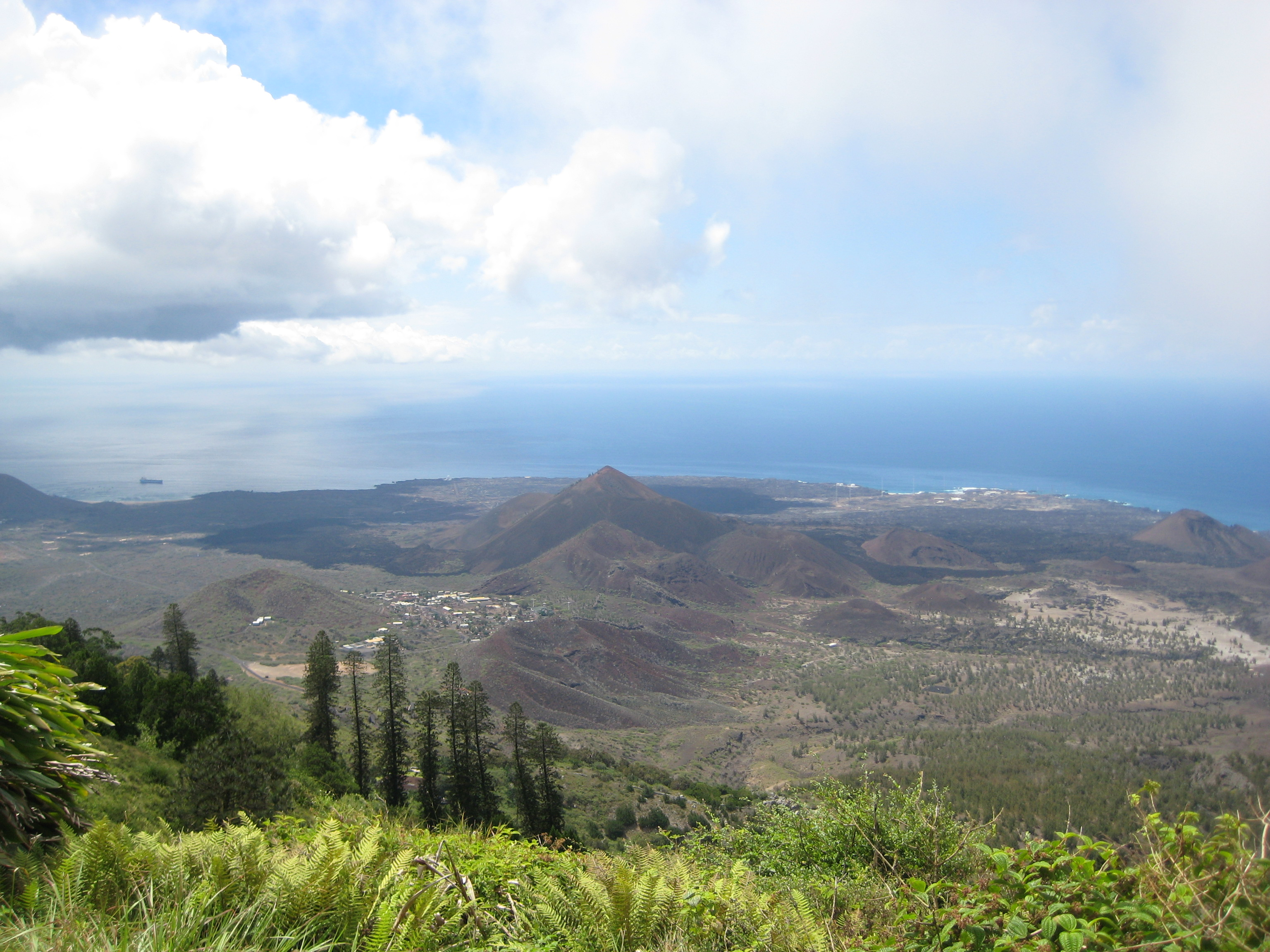
Вид с пика Грин на остров Вознесения, в центре поселение Двух Лодок (Two Boats).
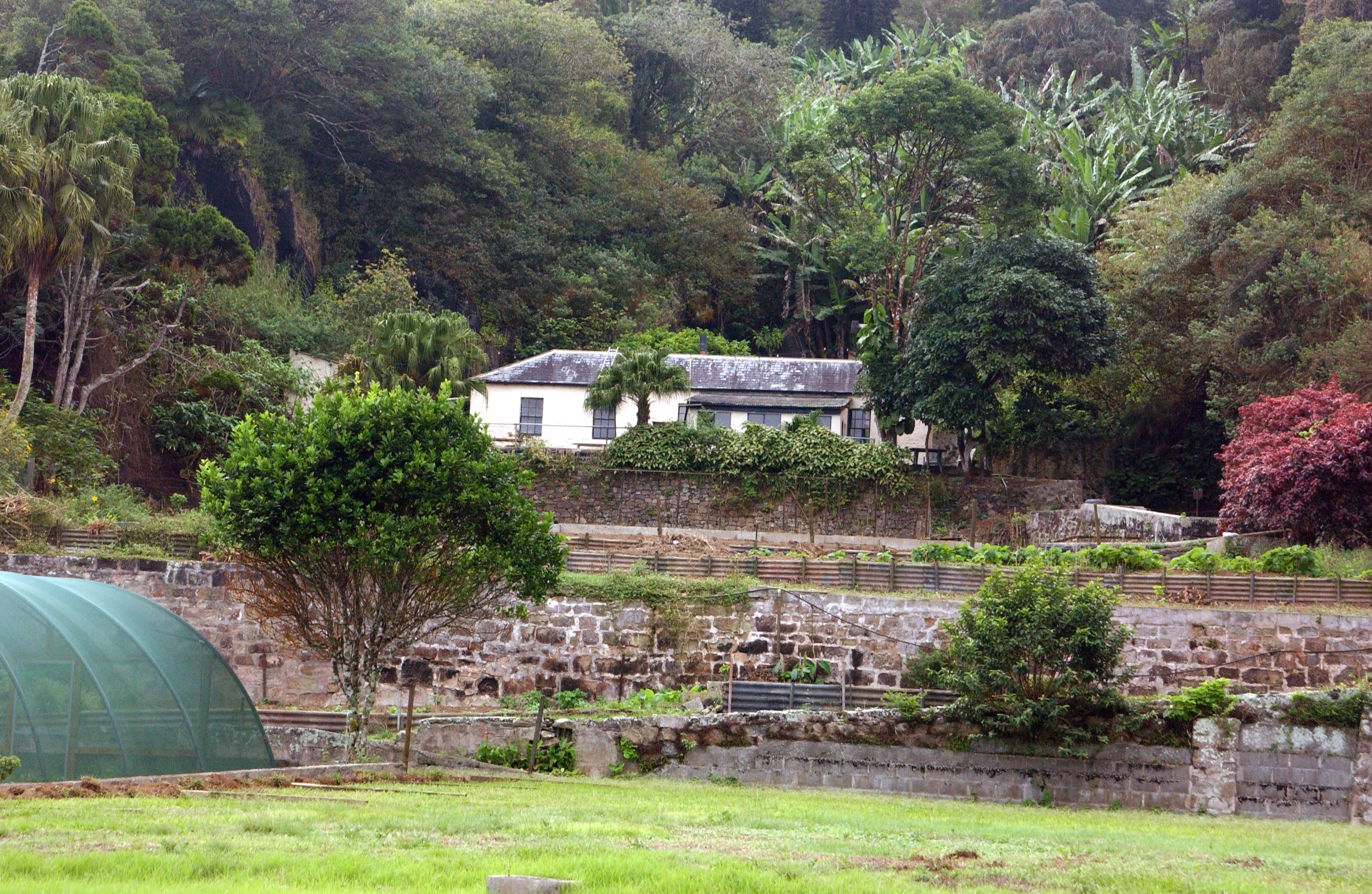
Дом на горе.

## Источник
- Ashmole, Philip; Ashmole, Myrtle. St Helena and Ascension Island : a natural history (англ.). — Oswestry: Anthony Nelson, 2000. — ISBN 0904614611.